# 猪苗代湖
猪苗代湖（いなわしろこ）は、日本の福島県会津若松市、郡山市、耶麻郡猪苗代町にまたがる断層湖。日本国内で4番目に広い湖である。阿賀野川水系所属の一級河川の指定を受けており、福島県のシンボルの一つとされる。湖水が澄んでいることから天鏡湖（てんきょうこ）とも呼ばれる。
2025年（令和7年）7月、猪苗代湖と周辺地域の計1万960ヘクタールがラムサール条約に登録された。

## 地理
福島県のほぼ中央に位置する。面積は琵琶湖（滋賀県）、霞ケ浦（茨城県）、サロマ湖（北海道）に次いで日本第4位（「日本の湖沼の面積順の一覧」参照）で、福島県最大。また、湖面の標高514メートルは、全国でも有数の標高の高い湖であり、磐梯朝日国立公園に属する。
湖面は長く市町境界が未定であったが、境界を画定することで地方交付税を増やすべく、「等距離線主義」で1999年（平成11年）10月に境界線が引かれた。これにより湖面は47%が猪苗代町に、28%が会津若松市に、25%が郡山市に属することとなった。
流出河川が日本海と太平洋の両方に流れるという日本でも珍しい湖となっている。
- 流入河川 : 長瀬川、新田堀、小黒川、高橋川、赤井川、原川、常夏川、菅川、舟津川、愛宕川、大沢川、前川、小沢川、菱沼川
- 流出河川 :

日橋川 阿賀野川水系を通じて日本海に至る。
安積疏水 上戸頭首工で取水。五百川等の阿武隈川水系を通じて太平洋に至る。

## 水質
2020年代初頭、湖水の水素イオン指数（pH）は6.8と、中性（pH7）に近くなっており、強い酸性だった30年前（pH5程度）から水質が大きく変化している。猪苗代湖の湖水がかつて強い酸性を示していた要因としては、強酸性の地下水や強酸性の源泉による強酸性の水質が特徴の酸川（すかわ）の水が長瀬川を通じて流入するためである。酸性は、特に河川流入部で顕著であった。これによりプランクトンが少ない。また、鉄イオンやアルミニウムイオンの濃度が高く、酸性の流入水と中和する過程で有機物やリンが凝集して沈殿するため、水中の有機物の量を示すCODは0.5mg/L（2004年時点）と日本で最も少ない湖であり、4年連続で湖沼の中で水質日本一になっている。
福島県環境創造センターによると、流入河川の水に含まれる硫酸の量が減っており、安達太良山の火山活動との関連が考えられるが、詳しい原因は不明である。流入する酸性水の量や質の変化だけでなく、生活排水や産業・農業系排水の流入等も湖水の中性化をもたらしたとみられる。湖水の中性化でプランクトンや水草、ワカサギなどの魚介類が育ちやすくなっているが、一方で有機物を沈殿させる作用が働かなくなったり、湖底に沈殿していた物質が溶出したりして水質が急激に悪化する可能性がある。2002年、福島県では、猪苗代湖及び裏磐梯地域の湖沼群の水環境の悪化を未然に防止し、水環境を保全していくため、水質汚濁防止法の上乗せ規制及び横出し規制条例を制定した。

## 湖の形成

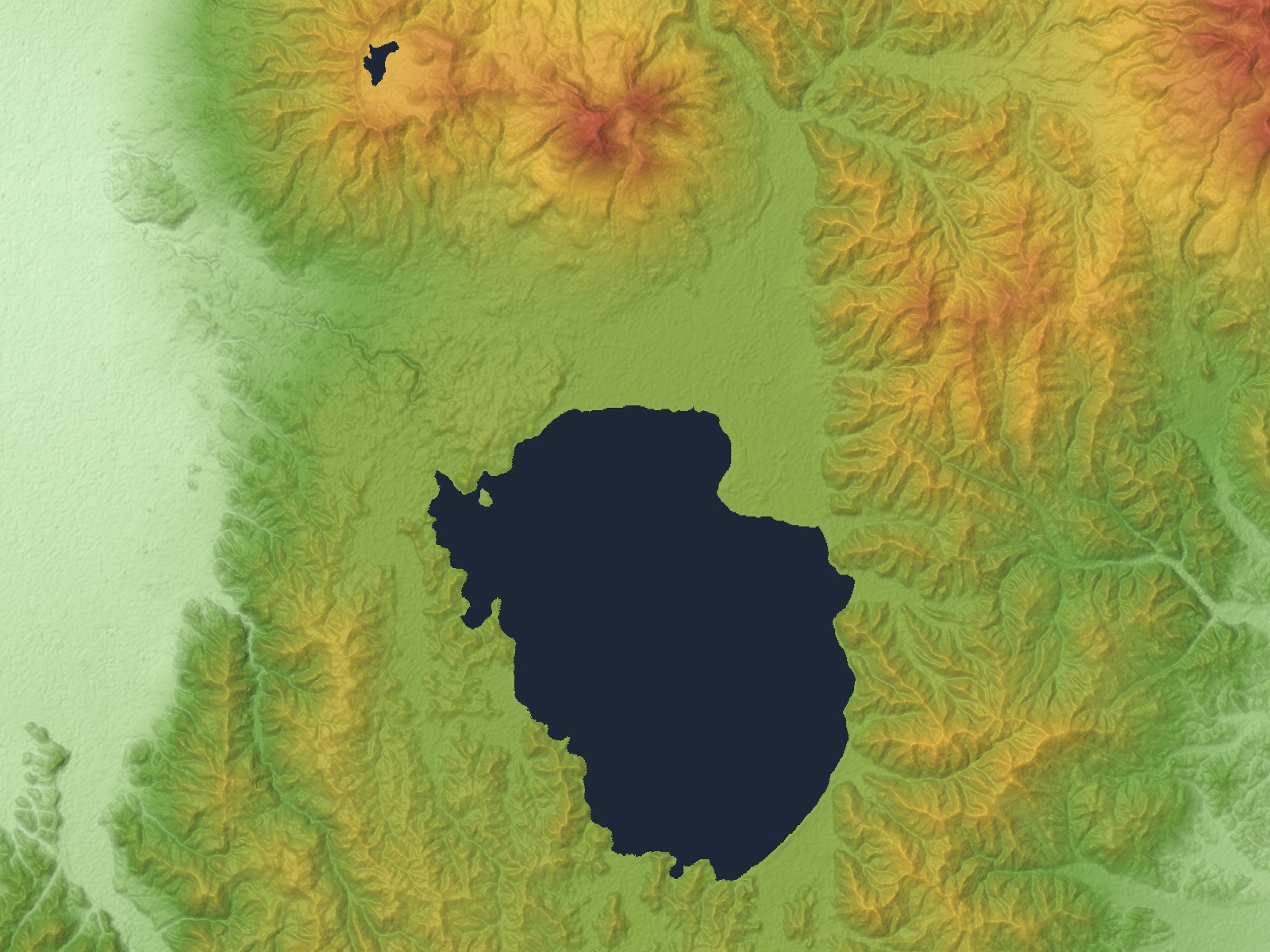
周辺地形図（上は猫魔火山と磐梯火山）

第四紀以降、東側の川桁断層により盆地の形成が始まり、新第三紀中も西側の会津盆地東縁断層などを含む東西の断層により、現在の猪苗代湖に続く盆地の形成がなされた。その後、南方からの火砕流による西側山地の発達を経て、磐梯山による9万年前頃の翁島火砕流堆積物と4万2千年前頃の頭無火砕流堆積物によって、盆地排水部がせき止められ、湖盆地形が形成され、湖の水位が上がった。その後、日橋川による急激な浸食により湖面が現在の高さまで低下し、現在の猪苗代湖が形成された。
縄文時代中期から後期にかけては、現在よりも湖の水位が低かったと考えられ、湖北部の沖においてこの時期の土器などの出土が見られる。
山﨑新太郎博士（当時北見工業大学）らの調査によると、約2万年前に湖底で巨大な地すべりが起きた痕跡があり、津波が起きた可能性が高いという。

## 自然
気候は日本海型気候に属する。冬には完全に凍結しないため、ハクチョウとカモにとっては重要な越冬地であり、特に2020年以降はコハクチョウの飛来が目立つ。また、強い季節風に吹き上げられた水しぶきが木などに付着して、そのまま凍り付いてできる「しぶき氷」が有名である。
湖の北部の泥砂はアサザの生息に適しており、現在確認されているアサザの福島県内の唯一の繁殖地である。猪苗代湖湖岸はアカマツが多いが、コナラやシナノキが混じる場所もある。
湖水の酸性が強かった頃は水生生物の数が少なかったが、コイ、フナ、ウグイ、ウナギなどの放流と漁獲がある。かつて流入または卵の放流をしても孵化できなかったワカサギが増えており、猪苗代・秋元非出資漁業協同組合はワカサギの卵の放流再開を検討している。

### 天然記念物
「猪苗代湖のミズスギゴケ群落」「猪苗代湖のハクチョウおよびその渡来地」が国の天然記念物に指定されている。

### 主な浜
- 上戸浜
- 志田浜
- 白鳥浜
- 長浜
- 天神浜
- 中田浜
- 崎川浜
- 秋山浜
- 小石ヶ浜

## 伝説
弘法大師がこの地を通りかかった際、機を織っていた女に水を乞うが断られてしまう。そこで別の村で米をといでいた翁という名前の貧しい女に米のとぎ水を乞うと、快く飲ませてもらえた。その翌日、磐梯山が噴火して周囲の52の村が陥没して湖底に沈んでしまったが、弘法大師に水を飲ませた翁の家だけは湖底に沈まず、島となった。これが翁島だという伝説が会津地方に伝わる。

## 利用

### 湖上交通と疏水
江戸時代、猪苗代湖では湖上における交通の発達がみられた。この湖上交通は廻米などに用いられた。また、同時に周辺地域における農業用水の供給源としても用いられており、戸ノ口堰、布藤堰などが存在していた。
その後、明治時代にはそれまでの地域のみならず、降水量が不足する郡山市周辺の安積原野に飲料用水や農業用水を供給するために、1882年に安積疏水が、1977年に新安積疏水が整備された。この疎水は湖の東側より取水し、分水嶺の山をトンネルによって越えるものであった。近代日本を代表する重要な疏水事業によって、安積原野は日本有数の米の生産地に変わった。用水は最終的に阿武隈川水系に回収される。安定した供給量を確保するため、湖の西側にある流出河川の日橋川に十六橋水門を設け湖水面の高さ調整を行っている。現在では、猪苗代湖の水はこの安積疏水によって主に湖東側の郡山市の農業用水などとして用いられる一方、湖西側の会津若松市においても飲料水などとしても用いられている。加えて、日橋川や安積疏水には複数の水力発電所が設けられており、これらの発電用水としても用いられている。その他、国の地方港湾である翁島港、湖南港があり、主に観光港として機能している。

### 湖水を利用した発電所
第二次世界大戦前と戦後まもなく、日本の電力需要のほとんどは水力発電で賄われており、猪苗代湖の湖水を利用した発電所群で生み出される電力は、長らく関東地方の経済、産業の基盤を支えた。満水時の発電量は、関東地方全域はもちろんのこと（実際に行われたかは別として）九州地方にまで送電できるとされ「電気の湖」と呼ばれた。1951年秋に渇水となった際には関東地方が輪番停電、緊急停電に追い込まれたため、猪苗代湖の水位は注目の的となり、わずかな降水量でも新聞記事になった。
- 日橋川水系
  - 猪苗代第一発電所 - 1914年完成。完成当時世界第3位、東洋一の出力を誇った。2016年に日本遺産に指定。
  - 猪苗代第二発電所
  - 猪苗代第三発電所
  - 猪苗代第四発電所
  - 日橋川発電所
  - 金川発電所
- 戸ノ口堰水系
  - 戸ノ口堰第一発電所
  - 戸ノ口堰第二発電所
  - 戸ノ口堰第三発電所
- 安積疏水

### 河川法による規制
福島県の条例に基づき遊泳区域で航行した場合のみ罰則の対象となっていたが、2020年（令和2年）9月にプレジャーボートに巻き込まれて遊泳客3人が死傷する事故が発生した。そのため規制が強化され、2024年から河川法に基づく航行区域と航行禁止区域が新設されることになった。

## 観光

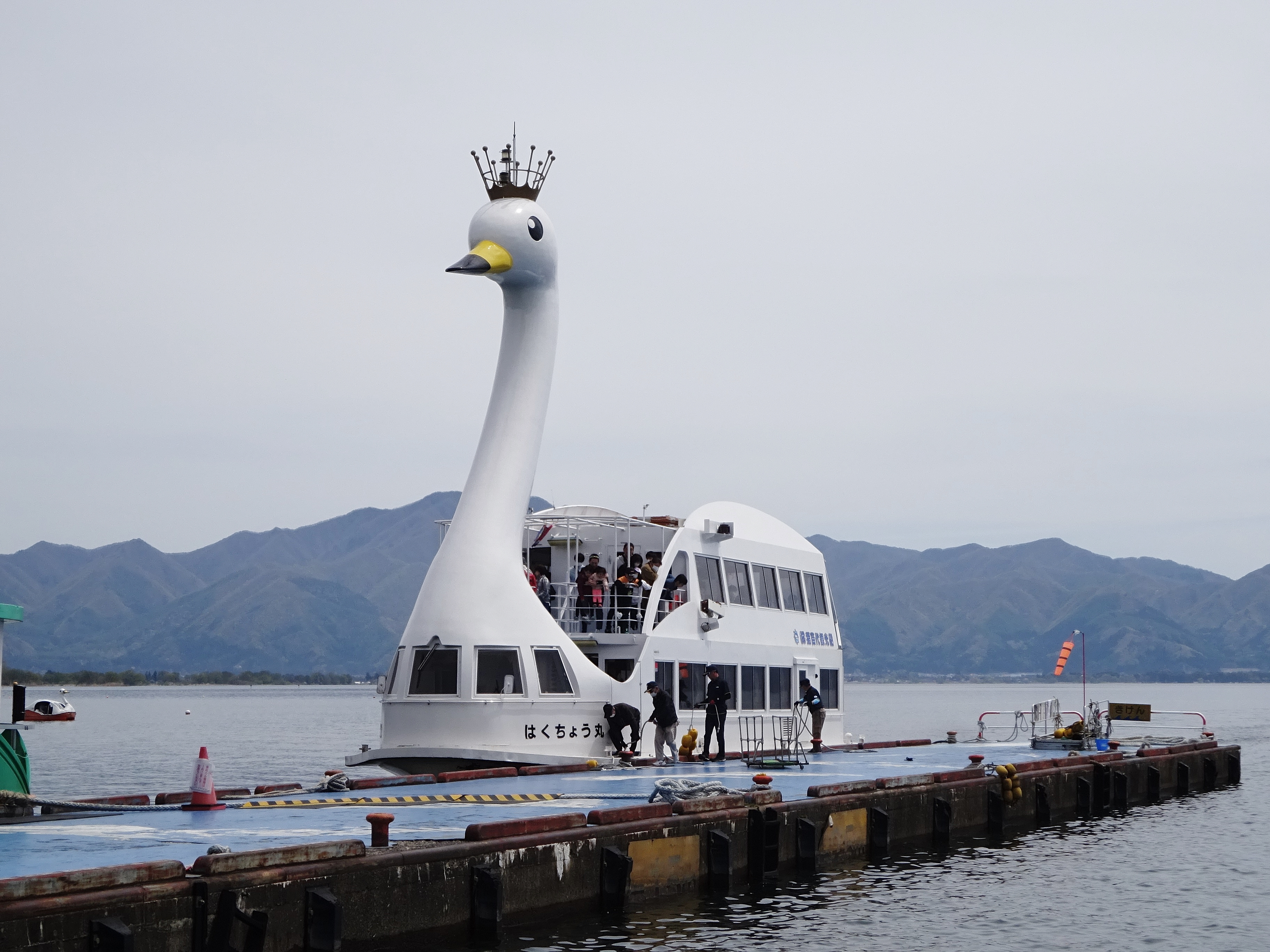
猪苗代湖遊覧船「はくちょう丸」

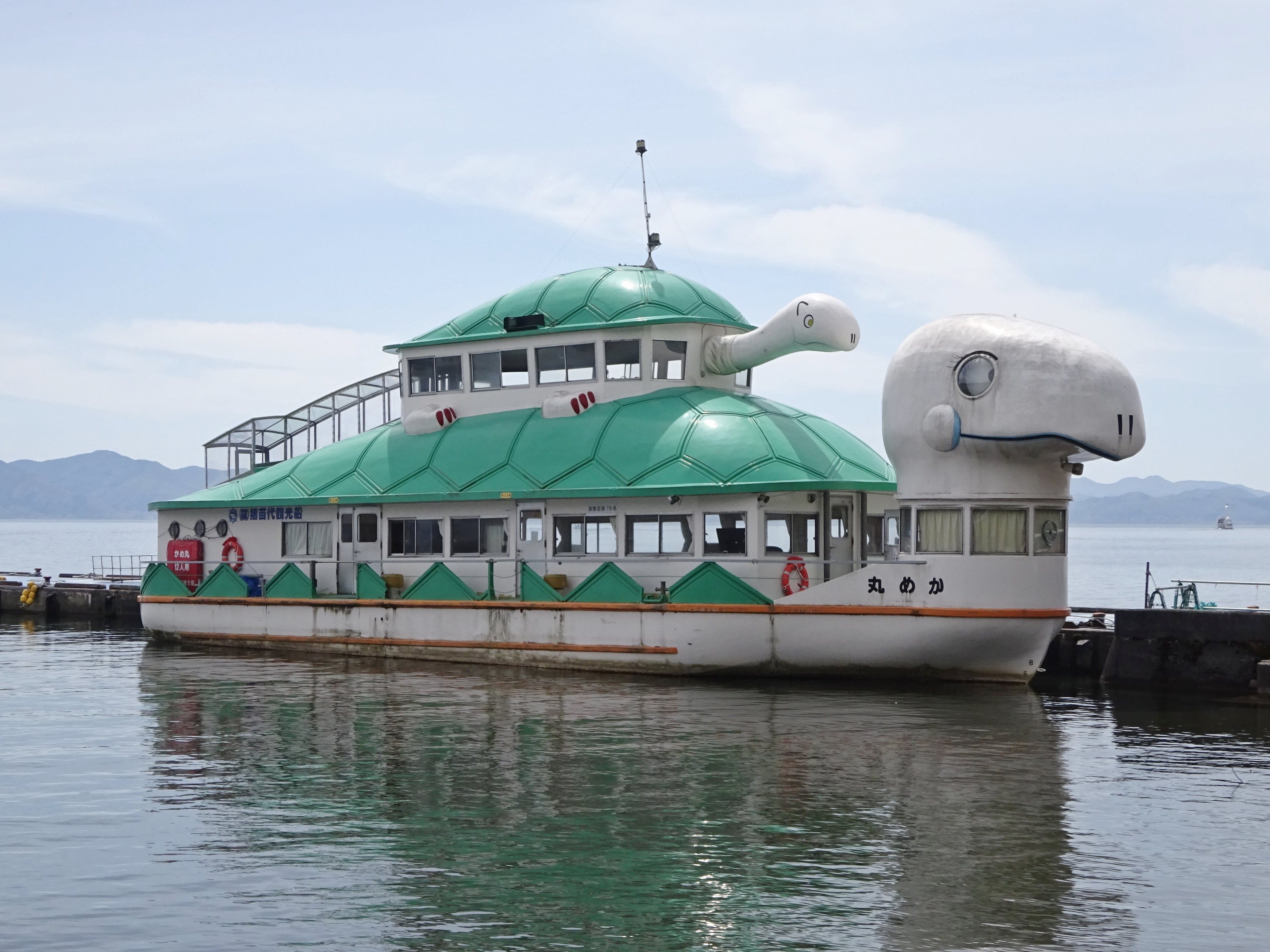
猪苗代湖遊覧船「かめ丸」

猪苗代湖は、福島県を代表する観光スポットである。日本百景に選定されており、キャンプなど、年間を通して親戚、家族連れなどの観光客が多い。白鳥の飛来地としても知られており、長浜を発着する遊覧船も運行されている。
猪苗代湖では長らく磐梯観光船（猪苗代町）が観光船の「はくちょう丸」「かめ丸」を運航していた。
このうち「かめ丸」は、1984年に昭和天皇と香淳皇后が福島県を行幸啓した際にお召船になった歴史もある。しかし、同社は2020年7月に新型コロナウイルス感染拡大の影響で破産。2隻は廃船になる予定だったが、2021年6月に地元有志で設立された新会社の猪苗代観光船（猪苗代町）に譲渡された。観光船の「はくちょう丸」は2021年10月29日から運航を再開し、翁島めぐりコース（約35分）に就航している。一方、観光船の「かめ丸」の運航再開は2022年7月26日となり、予約制の船上レストランとして運航されている。
湖北岸には天鏡閣（重要文化財）、野口英世記念館などがある。

## 交通
- 磐越自動車道 猪苗代磐梯高原ICから国道49号を経由 約6km
- 東日本旅客鉄道（JR東日本）磐越西線猪苗代駅（猪苗代湖畔駅は営業休止中）